# 三池崇史
三池崇史（日语：／ Miike Takashi，1960年8月24日—），日本大阪八尾市出身的電影導演。

## 生平
- 三池崇史曾就读于横滨广播电影学院（今日本電影大學（日语：日本映画大学）），師承今村昌平、恩地日出夫、野田幸男、西村潔等知名日本導演。1991年，三池崇史拍摄了首部录像电影《Lady Hunter》(80年代偶像柏原芳惠主演)，及初次負責1995年的《新宿黑社會》的劇本，随后几年里由拍摄了十多部根据黑帮小说和异类漫画改编的录像影片，为其日后进军电影界积累了足够的经验和人气。

- 1995年三池崇史拍摄了第一部大银幕影片《新宿黑社会》，连同之后的《极道黑社会》、《日本黑社会》，并称为“黑社会三部曲”。在短短的十年里，三池崇史拍摄了四五十部影片，其中还不包括小成本制作的录像电影。惊人的作品数字使之被称为日本最高产的导演。而他的作品大多具邪典電影風格，混合着喜劇、暴力及恐怖等各種元素，使觀眾為之耳目一新。

- 1998年，三池被美國知名《時代》雜誌評選出，其與吳宇森是未來最值得關注的10位亞洲導演。2001年，其電影《殺手阿一》在多倫多影展上映時，主辦單位還提供觀眾嘔吐袋；在新加坡電影節放映時也因為電影場面過於恐怖，導致觀眾紛紛離座。好萊塢曾提出合作的邀約，但三池表示不適合自己的風格因而拒絕。

- 2007年11月，電影《再婚驚魂記》被《時代》雜誌選為「25部史上最佳的恐怖電影」。

- 2014年，獲羅馬影展頒發鬼才導演獎（Maverick Director Award），主辦單位表示，三池崇史被美國著名導演昆汀·塔倫提諾視為活在世上的最偉大導演之一[1]。

- 三池欣賞的導演為黑澤明[2]、五社英雄、大衛·林區、保羅·范赫文、大衛·柯能堡[3]。

## 作品

### 1990年代
- Lady Hunter（1991）
- 突风！迷你特工队（1991）
- 新宿黑社会（1995）
- 极道战国志·不动（1996）
- 岸和田少年愚连队·血焰纯情篇（1997）
- 极道黑社会（又名「雨狗」）（1997）
- 全金属暴徒（1997）
- 中国的鸟人（1998）
- 網路鬼美眉 (1998)
- 岸和田少年愚连队·望乡（1998）
- 蓝色布鲁斯（1998）
- 日本黑社会（1999）
- SILVER（1999）
- Dead or Alive犯罪者（1999）
- 小职员金太郎（1999）
- 再婚驚魂記（1999）

### 2000年代
- 多重人格侦探-雨宫一彦的归还（2000）（TV）
- 漂流街（2000）
- 天国来的男人（2000）
- Dead or Alive逃亡者（2000）
- Family（2001）
- 造访者Q（2001）
- 殺手阿一（2001年）
- Dead or Alive: Final（2002）
- 搞鬼小筑（2002）
- 荒魂（2002）
- 新·仁义的墓场（2002）
- 熊本物语（2002）
- 桃源乡来的人们（2002）
- SABU（左武）（2002）
- 实录·安藤升侠道传烈火（2002）
- 極道恐怖大劇場:牛頭（2003年）
- 许愿者（2003）
- 鬼哭（2003）
- 交涉人（2003）
- 鬼來電（2003年）
- 夜叉池（2004）
- 斑马人（2004）
- 三更2之盒葬（2004年）
- 以藏（2004）
- 妖怪大战争（2005）
- 超人力霸王馬克斯（2005）
- 恐怖大师·IMPRINT（2006）
- 恶（2006）
- 46億年之戀（2006）
- 人中之龍（2006）
- 寿喜烧西部片（2007）
- 漂撇男子漢（2007）
- 神之谜（2008）
- 小雙俠（2009年）
- 漂撇男子漢Ⅱ（2009年）

### 2010年代
- 斑马人2：斑马城的反攻（2010年）
- 十三刺客（2010年）
- 一命（2011年）
- 忍者亂太郎（2011年）
- 逆轉裁判（2012年）
- 愛與誠（2012年）
- 惡之教典（2012年）
- 十億追殺令（2013年）
- 鼴鼠之歌（2014年）
- 鬼門食女（2014年）
- 要聽神明的話（2014年）
- 佇立於風中的獅子（2015年）
- 極道大戰爭（2015年）
- 火星異種（2016年4月29日）
- 鼴鼠之歌 香港狂騒曲（2016年12月23日）
- 無限住人（2017年4月29日）
- JoJo的奇妙冒險 不滅鑽石 第一章（2017年8月4日）
- 女孩×戰士系列（2017年4月-至今）
- ラプラスの魔女（2018年5月4日）
- 燦爛星空下（2019年10月10日）

### 2020年代
- 初戀（2020年2月28日)
- 妖怪大戰爭 Guardians（2021年8月13日）
- 臥底型警FINAL（2021年11月19日）
- 異感追擊：連瞳 （2022年12月7日，首次執導韓國劇集）
- 警部補大魔神（2023年7月）
- 怪物樵夫（2023年12月1日)
- 崩壞青春最後一擊（2025年1月31日)

## 演出作品
- 戀之門（2004）飾 店長
- 天地人 (大河剧)（2009）飾 刈安兵庫

## 外部連結
- 日本電影數據庫（JMDb）上.htm 三池崇史的資料（日語）
- 三池崇史在互联网电影资料库（IMDb）上的資料（英文）

Template:横滨电影节最佳导演
#invoke: Navbox
#invoke:Authority control